# 환경, 사회, 기업 지배구조
환경, 사회, 지배구조(環境, 社會, 支配構造, 영어: environmental, social and governance, ESG)는 기업이나 비즈니스에 대한 투자의 지속 가능성과 사회에 미치는 영향을 측정하는 세 가지 핵심 요소이다.
이 기준은 기업의 미래 금융 성적(투자 수익과 위험성)을 더 잘 파악할 수 있도록 도움을 준다.
2022년 1월 국립국어원의 새말모임에서는 'ESG 경영'을 '환경·사회·투명 경영'으로 다듬어 ESG 경영 대신 사용할 것을 권하였다.

## ESG 평가 기관
자산 관리자 및 기타 금융 기관들은 기업의 ESG 성과를 측정하고 비교하기 위해 자산에 대한 ESG 평가 기관에 많이 의존한다. 최근에 데이터 제공자들은 인공지능을 적용하여 기업 및 기업의 ESG 책무를 평가한다. 각 평가 기관은 자신들만의 지표를 이용하여 ESG 준수 정도를 측정하는데, 즉 오늘날에는 널리 통용되는 공통의 산업 표준이 없다는 의미이다.

## 역사
금융 자산을 어디에 배치할 것인지에 대한 역사적 결정은 다양한 기준에 따라 이루어졌고 재정적 수익이 우세했다. 그러나 정치적 고려에서부터 천상의 보상에 이르기까지 돈을 어디에 투자 할지를 결정하는 데는 항상 다른 기준이 많이 있었다. 노동 조합이 관리하는 방대한 연금 기금이 자본 자산을 사용하여 더 넓은 사회 환경에 영향을 미칠 수 있는 기회를 인식한 것은 1950년대와 1960년대였다. 미국의 국제 전기 노동자 형제단은 합리적인 주택 프로젝트 개발에 상당한 자본을 투자했고, United Mine Workers는 의료 시설에 투자했다.
1970년대에 남아프리카 공화국의  아파르트헤이트 정권에 대한 전 세계적 혐오는 윤리적 노선에 따른 선택적 투자를 중단한 가장 유명한 사례 중 하나가 되었다. 미국 제너럴 모터스의 이사인 Leon Sullivan 목사는 정권에 대한 제재 요구가 증가함에 따라 1971년 남아프리카와 사업을 수행하기 위해 행동 강령을 만들었다. 설리반 원칙 (Sullivan Principles)으로 알려진 것은 많은 관심을 끌었고, 정부는 설리반 강령을 위반하는 남아프리카 기업에 얼마나 많은 미국 기업이 투자하고 있는지 조사하기 위해 여러 보고서를 의뢰했다. 보고서의 결론은 많은 남아공 기업들로부터 미국에 의한 대규모 투자 중단으로 이어졌다. 재계가 남아프리카 정권에 가한 결과적인 압박은 아파르트헤이트 제도가 폐지되어야 한다는 추진력을 증가시키는 데 큰 무게를 더했다.
1960년대와 1970년대에 널리 퍼진 자선활동에 대한 지배적인 분위기에, 밀턴 프리드먼은 사회적 책임이 기업의 재무 성과에 부정적인 영향을 미치고 "큰 정부"의 규제와 간섭이 항상 거시 경제를 손상시킬 것이라고 주장했다. 회사나 자산의 평가가 전적으로 순이익에 따라 예측되어야 한다는 그의 주장(사회적 책임에 의해 발생하는 비용이 필수적이지 않은 것으로 간주됨)은 20 세기 대부분 널리 퍼져있는 신념을 뒷받침했다. 그러나 세기 말에 이르러서는 반대의 이론이 나오기 시작했다. 1988년 제임스 S. 콜먼은 미국 사회학 저널(American Journal of Social Capital in the Creation of Human Capital)에 '인간 자본의 창조'라는 제목의 기사를 썼는데, 이 기사는 경제학에 대한 '사욕' 개념의 지배에 이의를 제기하고 가치의 측정에 사회적 자본의 개념을 도입했다.
새로운 형태의 압력이 적용되어 환경 단체와 연합하여 행동했다. 집단 투자자의 힘을 활용하여 기업과 자본 시장이 일상적인 의사 결정에 환경 및 사회적 과제를 통합하도록 장려했다. 비록 선별적 투자의 개념이 새로운 것은 아니었지만, 투자 시장의 수요 측면은 그들의 투자 효과를 통제하고자 하는 사람들의 오랜 역사를 가지고 있기 때문에, 21세기 전환기에 발전하기 시작한 것은 공급 측면에서의 반응이었다. 투자 시장은 책임 있는 투자자로 알려지고 있는 제품에 대한 수요 증가가 활기를 띠기 시작했다. 1998년 비즈니스 컨설팅 회사인 SustainAbility의 공동 창립자인 John Elkington은 Canivals with Forks: Triple Bottom Line of 21st Century Business를 출판했는데, 이 책에서 기업 또는 주식 가치를 결정하는 요소에 새롭게 포함되어야 하는 비재무적 고려 사항의 클러스터를 만들었다. 그는 새로운 계산에 포함된 재정적, 환경적, 사회적 요인을 언급하며 "3중 이익"이라는 용어를 만들었다.
동시에 환경 부문과 금융 부문의 엄격한 구분이 무너지기 시작했다. 2002년 런던 시에서 유기농 생산 표준의 기술 구성, 인증 및 배포를 감독하기 위해 선택된 국제 패널의 일원이자 런던 시의 선도적인 브랜드 컨설팅 회사 중 한 곳의 설립자인 Chris Yates-Smith는 최초의 환경 금융 연구 그룹 중 하나를 설립했다. 금융 리더, 도시 변호사 및 환경 책임 NGO 그룹은 선순환 구조로 알려지게 되었으며, 그 간략한 내용은 환경 및 사회적 기준과 재무 성과 사이의 상관 관계의 본질을 조사하는 것이었다. 세계의 몇몇 대형 은행과 투자 회사는 판매 측 서비스 제공을 통해 ESG 투자 시장에 대한 관심 증가에 대응하기 시작했다. 첫 번째는 브라질 은행 Unibanco와 런던의 Mike Tyrell의 Jupiter Fund로, ESG 기반 연구를 사용하여 2001년 HSBC와 Citicorp에 선택적 투자 서비스를 제공했다.
2000년대 초반에 투자 시장의 주요 부분은 윤리적으로 유도된 투자는 본질적으로 재정적 수익을 감소시킬 수 있다는 역사적 가정을 여전히 받아들였다. 자선활동은 그다지 수익성 있는 사업으로 알려지지 않았고, 프리드먼은 윤리적으로 책임있는 방식으로 행동하는 비용이 이득보다 클 것이라는 주장에 대해 널리 받아들여진 학문적 근거를 제공했다. 그러나 이러한 가정은 근본적으로 이의를 제기를 받기 시작했다. 1998년 두 명의 저널리스트 Robert Levering과 Milton Moskowitz가 포춘지 선정 일하기 좋은 100대 기업을 발표했는데, 처음에는 포춘지 선정에 이름을 올렸고, 그 후 기업의 사회적 책임과 그 결과 회사의 재무 성과가 어떻게 발전했는지에 관한 미국의 우수 관리 회사 목록을 정리한 책이 되었다. ESG가 나타낸 세 가지 우려 영역 중 환경 및 사회 분야는 기후 변화에 대한 두려움이 커짐에 따라 대중과 미디어의 관심을 대부분 받았다. Moskowitz는 책임 있는 투자의 기업 지배 구조 측면에 주목했다. 그의 분석은 회사 관리 방식, 주주 관계 및 직원 대우 방식에 관한 것이었다. 그는 기업 지배 구조 절차를 개선한다고 해서 재무 성과가 손상되지 않는다고 주장했다. 오히려 생산성을 극대화하고 기업의 효율성을 확보하며 우수한 경영 인재를 발굴하고 활용할 수 있다고 주장했다. 2000년대 초, Moskowitz 목록의 성공과 이것이 기업의 간편한 채용 및 브랜드 평판에 미치는 영향은 ESG 요소의 재정적 영향에 대한 역사적 가정에 도전하기 시작했다. 2011년, Wharton의 재무 교수인 Alex Edmans는 Journal of Financial Economics에 일하기 좋은 100 대 기업이 1984~2009년에 걸쳐 주가 수익률 측면에서 동료 기업보다 연 2~3% 더 높은 성과를 거뒀으며, 분석가의 기대치를 체계적으로 초과한 수익을 제공했다는 논문을 발표했다.
2005년, UN 환경 프로그램 금융 이니셔티브는 국제 법률 회사인 Freshfields Bruckhouse Deringer로부터 투자자 및 ESG 문제와 관련된 법률 해석에 대한 보고서를 의뢰했다. Freshfields 보고서는 투자 회사가 ESG 문제를 투자 분석에 통합하는 것이 허용되었을 뿐만 아니라, 그렇게 하는 것이 수탁 의무의 일부라는 결론을 내렸다. 2014년 법무위원회(잉글랜드와 웨일스)는 연금 수탁자 및 다른 사람들이 투자 결정을 내릴 때 ESG 요소를 고려하는 데 아무런 제한이 없음을 확인했다.
프리드먼의 ESG 유형 요소를 재무 관행에 통합하면 재무 성과가 저하된다는 주장을 학술적으로 뒷받침하는 여러 보고서가 21세기 초에 등장하기 시작했는데, 이 보고서는 반대의 주장을 뒷받침하는 연구를 생산하기도 했다. 2006년 옥스포드 대학의 Michael Barnett와 뉴욕 대학의 Robert Salomon은 이 논쟁의 양측이 심지어 상호 보완적일 수 있다는 결론에 대한 영향력 있는 연구를 발표했다. 즉, 사회적 책임과 재정적 성과 사이의 곡선적 관계를 제시했다. 선별적 투자 관행과 비선택적 투자 방식 모두 투자 포트폴리오의 재무 성과를 극대화할 수 있으며, 성과에 피해를 줄 수 있는 유일한 경로는 선별적 투자의 중간 방법이었다. ESG 문제에 관심을 보이는 대형 투자 회사 및 은행 외에도, 금융계 전반에 걸쳐 책임 있는 투자와 ESG 기반 포트폴리오를 다루는 일련의 투자 회사들이 등장하기 시작했다.
투자 업계의 많은 사람들은 ESG 요소의 개발이 투자 분석의 고려 사항으로 불가피하다고 생각한다. ESG 문제와 재무 성과 간의 관계에 대한 증거가 점점 더 많아지고 있으며, 수탁 업무와 장기적인 투자 지속 가능성에 대한 필요성을 폭넓게 인식하고 있기 때문에 사회적 및 기업 지배 구조에 대한 우려는 점점 더 커지고 있다. 투자 시장에서 점점 중요한 역할을 한다. ESG는 실용성보다는 자선 활동의 문제가 되었다.
투자의 지속 가능성 및 윤리적 영향과 관련된 무형 요소의 포함을 무엇이라고 부를지에 대한 불확실성과 논쟁이 있었다.  "친환경"과 "ECO"와 같은 유행어를 초기에 사용한 것부터 투자 분석 유형("책임 투자", "사회 책임 투자"(SRI), "윤리적인", "외부 금융", "긴 수평적 투자"(LHI), "기업 건강", "전통적이지 않은 것)에 이르기까지 다양한 설명이 가능하다. 그러나 ESG라는 용어가 보편적으로 사용되고 있다. Axa Investment Managers와 AQ Research가 2008년에 실시한 350명의 글로벌 투자 전문가를 대상으로 한 설문 조사에 따르면 대다수의 전문가가 이러한 데이터를 설명하는 데 ESG라는 용어를 선호한다고 결론지었다.
Natixis의 2016년 정의된 기여 계획 참여자 설문 조사2에 따르면 ESG와 지속 가능한 투자에 대한 관심이 계획 참여자들에게 매우 높은 것으로 나타났다. 실제로, 10명 중 6명 이상이 그들의 투자가 사회적 이익을 가져다 준다는 것을 안다면 그들의 은퇴 계획에 기여하거나 기여금을 늘릴 가능성이 더 높을 것이라고 동의했다.
2016년 1월 PRI, UNEPFI, Generation Foundation은 3개년 프로젝트를 시작하여 투자 관행과 의사결정에 있어 환경, 사회, 거버넌스 문제를 통합하는 데 있어 수탁 의무가 정당한 장벽인지에 대한 논쟁을 종결하였다.
이는 2015년 9월 PRI, UNEPFI, UNEP Inquiry, UN Global Compact에 의해 21세기 신탁통치 의무를 발표헌 이후이다. 이 보고서는 "ESG 문제를 비롯한 모든 장기적인 투자 가치 동인을 고려하지 않는 것은 의무의 오류"라고 결론 내렸다. 또한 상당한 진전이 있었음에도 불구하고 많은 투자자가 ESG 문제를 투자 의사 결정 프로세스에 완전히 통합하지 못하고 있다는 점도 인정했다.

## 환경적 우려
기후변화와 자원 고갈의 위협이 커졌기 때문에 투자자들은 지속가능성 이슈를 투자 선택에 고려할 수 있다. 이러한 문제는 종종 시장 메커니즘의 영향을 받지 않는 회사의 기능 및 수익에 미치는 영향과 같은 외부 효과를 나타낸다. ESG의 모든 영역과 마찬가지로 가능한 우려 사항의 범위는 매우 넓지만(예: 온실가스 배출, 생물다양성, 폐기물 관리, 물 관리) 주요 영역은 다음과 같다.

### 기후 위기
기후 변화의 세계적 추세에 대한 증거를 제공하는 연구 기관으로 인해 투자자들(연금, 보험 적립금 보유자)은 기후 변화의 인식 요인에 대한 투자액에 대한 투자를 선별하기 시작했다. 화석연료 의존 산업은 덜 매력적이다. 영국에서 투자 정책은 특히 기후 변화와 관련된 문제에 대한 경제 분석을 제공하기 위해 영국 정부가 의뢰한 보고서인 2006년 Stern Review의 결론에 의해 영향을 받았다. 결론은 모든 재무 계산에 기후 변화와 환경 문제에 대한 고려 사항을 포함 할 필요성과 기후 변화에 대한 조기 조치의 이점이 비용보다 클 것이라는 점을 지적했다.

### 지속 가능성
자원 고갈에서 원자재 감소에 의존하는 산업의 미래에 이르기까지 모든 논쟁에서 회사의 제품 또는 서비스의 노후화 문제가 해당 회사에 부여된 가치의 중심이되고 있다.  장기적인 관점은 투자자들 사이에서 널리 퍼지고 있다.

## 사회적 우려

### 다양성
고용주에게 개방되는 인재 풀이 넓을수록 해당 직무에 적임자를 찾을 수 있는 가능성이 커진다는 믿음이 커지고 있다. 혁신과 민첩성은 다양성의 큰 이점으로 간주되며 '차이의 힘'으로 알려진 것에 대한 인식이 증가하고 있다.

### 인권
2006년 미국 항소법원은 기업의 사회적 책임 영역을 재무 분야에 직접 도입하는 데 답변할 수 있는 사건이 있다고 판결했다. 이러한 우려 영역은 지역사회에 미치는 영향, 직원의 건강 및 복지와 회사의 공급망에 대한 보다 철저한 검토와 같은 고려 사항으로 확대되고 있다.

### 소비자 보호
최근까지도, "구매자 주의"는 상업과 무역의 주요 원칙이었다. 그러나 최근에는 소비자가 어느 정도 보호받을 권리가 있다는 가정이 늘고 있으며, 손해 배상 소송이 급증함에 따라 소비자 보호는 기업의 위험을 제한하고자 하는 사람들과 투자를 염두에 두고 회사의 자격 증명을 검토하는 사람들에게 있어 중요한 고려 사항이 되었다. 미국의 서브프라임 모기지 시장의 붕괴는 약탈적 대출에 대항하는 증가하는 움직임을 촉발시켰다.

### 동물 복지
동물 실험부터 식품 시장을 위해 사육되는 동물의 복지에 이르기까지, 동물의 복지에 대한 우려는 분석되는 회사나 산업에 대한 철저한 이해를 원하는 투자자들에게 큰 고려 사항이다.

## 기업 지배구조 우려사항
기업 지배구조는 회사의 경영진과 이사회, 주주 및 회사의 다양한 이해 관계자의 권리와 책임에 대한 조사 영역을 포괄한다.
이사회의 관점에서 본 ESG 기업 지배 구조, CEO, 최고 경영진 및 직원의 기업 행동을 감시하는 지배 구조 렌즈에는 비즈니스 윤리, 반 경쟁 관행, 부패, 세금 측정 및 이해 관계자에게 회계 투명성 제공이 포함된다.
MSCI는 이사회가 이해관계자를 대신하여 감독해야 하는 이사회 다양성, 임원 급여, 소유권 및 통제에 대한 지배구조와 양면적인 기업 행동 관행에 대해 거버넌스 측면을 고려한다.

### 경영 구조
기업의 경영구조를 구성하는 내부절차 및 통제시스템은 그 회사의 지분을 평가하는 것이다. 최근 몇 년 동안 CEO와 이사회 사이의 권력 균형, 특히 유럽 모델과 미국 모델의 차이점에 관심이 집중되어 왔다.  미국 연구에서 80%의 기업이 CEO를 겸임하고 있으며 영국 및 유럽 모델의 90%가 이사회 의장직을 겸임하고 있는 것으로 나타났다. 대기업들은 CEO와 회장의 역할을 나누고 있다.

### 직원 관계
미국에서 Moskowitz가 선정한 Fortune 100 Best Companies to Work For는 직원들에게 중요한 도구가 되었을 뿐만 아니라, 기업들이 최고의 인력을 채용하는 데 도움이 될 뿐만 아니라 회사 가치에도 상당한 영향을 미치는 것으로 보인다.직원 관계는 회사 의사 결정에서 동료의 대표 및 노동 조합에 참여할 수 있는 능력과도 관련이 있다.

### 임원 보상
기업들은 현재 상여금 지급 비율 수준을 나열하도록 요구받고 있으며 최고 임금 경영자들의 보수 수준은 주식 보유자와 주식 투자자들로부터 모두 면밀히 검토되고 있다.

## 기업 실적에 대한 영향
기업의 재무 성과는 기업의 전반적인 재무 건강을 나타내며, 기업의 성장 가능성과 지속 가능성을 평가하는 데 사용된다. 2024년에 Susen과 Etter가 수행한 연구는 높은 수준의 ESG 성과(ESG Tilt)와 ESG 성과의 변화(ESG Momentum)가 S&P 500 기업의 직원 만족도 증가와 긍정적으로 연관되어 있으며, 이는 조직적 공정성과 미래 보상 기대에 의해 중재된다고 밝혔다. 이러한 무형 자산은 ESG 성과와 기업의 재무 성과 사이의 잃어버린 연결 고리로 간주된다.
기타 연구들도 ESG 기준 통합이 기업 성과에 긍정적인 영향을 미친다는 점을 확인했다. Friede, Busch, Bassen의 2015년 연구에 따르면 ESG 성과와 재무 성과 간에는 90%의 사례에서 긍정적인 연관이 있으며, 이는 ESG 기준 통합이 위험 노출을 줄이는 데 기여하기 때문이다. 예를 들어, 환경 기준을 준수하면 재무에 부정적인 영향을 줄 수 있는 제재를 피할 수 있다. 또 다른 연구는 지속 가능성 보고가 재무 성과와 평판을 개선하며, 기업에 중요한 경쟁 우위를 창출한다고 밝혔다. 또한 이러한 보고는 자본 수익률과 긍정적인 관계를 보인다.
ESG 기준을 채택한 기업은 일반적으로 더 큰 이익을 창출하는 경향이 있으며, 이는 점점 더 많은 투자자들이 친환경 및 지속 가능한 제품에 관심을 갖기 때문이다. 즉, ESG 정책의 도입은 비용을 상쇄하고 재무 성과에 긍정적인 영향을 미치는 것을 목표로 한다.
ESG 기준 통합과 재무 성과 간에 긍정적인 연관이 있음에도 불구하고, 이는 기업의 주요 목적이 사회적 및 환경적 책임을 다하는 것이어야 한다는 것을 의미하지는 않는다. 밀턴 프리드먼에 따르면, "기업의 주요 목적은 주주 가치를 증대하는 것"이다. ESG에 대한 관심 증가는 많은 투자자들에게 새로운 기회를 제공하며, ESG 펀드에 대한 보편적인 평가 기준은 여전히 부재한다. 투자자들은 이러한 평가에 의존하지만, 이들 평가가 항상 ESG 성과의 완전한 그림을 반영하지는 않는다. 긍정적인 ESG 성과는 투자자 유치 및 유지에 도움을 주며, 많은 연구가 좋은 ESG 성과와 재무 성과 간의 긍정적인 관계를 보여주지만, 다른 연구는 사회적 성과 향상이 기업의 실제 재무 성과에 미치는 영향을 정량화하기 어렵다고 지적한다.
ESG와 관련된 항목에 금전적 가치를 정확히 매기는 것은 복잡한 작업이다. 기존의 정량 모델과 ESG 등급은 이러한 가치를 적절히 포착하지 못하는 경우가 많아, ESG를 재무 데이터 기반의 투자 결정에 통합하기 어렵게 만든다.
처음에 연구는 사회적 책임(CSR)이 재무 성과에 미치는 영향을, 예를 들어 CAPM 같은 모델을 사용하여 측정하려 했다. 이전 연구들, 예를 들어 1978년의 Alexander와 Buchholz, 1984년의 Cochran과 Wood, 1985년의 Aupperle, Carroll과 Hatfield, 1994년의 Blackburn, Doran과 Shrader 연구는 ESG와 기업의 재무 성과 간에 유의미한 상관관계를 찾지 못했다.
CSR과 관련된 성과를 측정하려는 연구에서도 유사한 결론이 도출되었다. 1985년의 Aupperle, Carroll, Hatfield의 연구는 위험 조정 수익을 사용하여 CSR과 재무 성과 간에 유의미한 관계가 없음을 발견했다.

## ESG와 기업 가치의 관계
많은 연구는 ESG 기준에 대한 높은 투자가 반드시 기업 가치에 긍정적인 영향을 미치는 것은 아니라고 한다. 일부 연구는 ESG에 대한 과도한 투자 또는 관리가 오히려 기업 가치에 부정적인 영향을 미칠 수 있다고 지적한다. 기업의 ESG 투자 과잉이나 투자자의 지나친 통제가 기대되는 이익을 제한할 수 있다.
ESG 성과와 기업 가치 간의 관계는 항상 선형적이지 않으며, 역 U자형 곡선 같은 비선형적 패턴을 보일 수 있다. 이는 기업 가치에 최적의 ESG 투자 수준이 존재하며, 이를 초과하면 수익이 감소하거나 부정적 영향이 발생할 수 있음을 시사한다.

## 같이 보기
- 지속가능 개발 목표(SDGs)
- 녹색기후기금(GCF)
- 글로벌녹색성장기구(GGGI)
- 기업의 사회적 책임(CSR)